# Epidesma gnomoides
Epidesma gnomoides là một loài bướm đêm thuộc phân họ Arctiinae, họ Erebidae.